# Physalaemus biligonigerus
Physalaemus biligonigerus är en groddjursart som först beskrevs av Cope 1861.  Physalaemus biligonigerus ingår i släktet Physalaemus och familjen Leiuperidae. IUCN kategoriserar arten globalt som livskraftig. Inga underarter finns listade i Catalogue of Life.